# Asti spumante

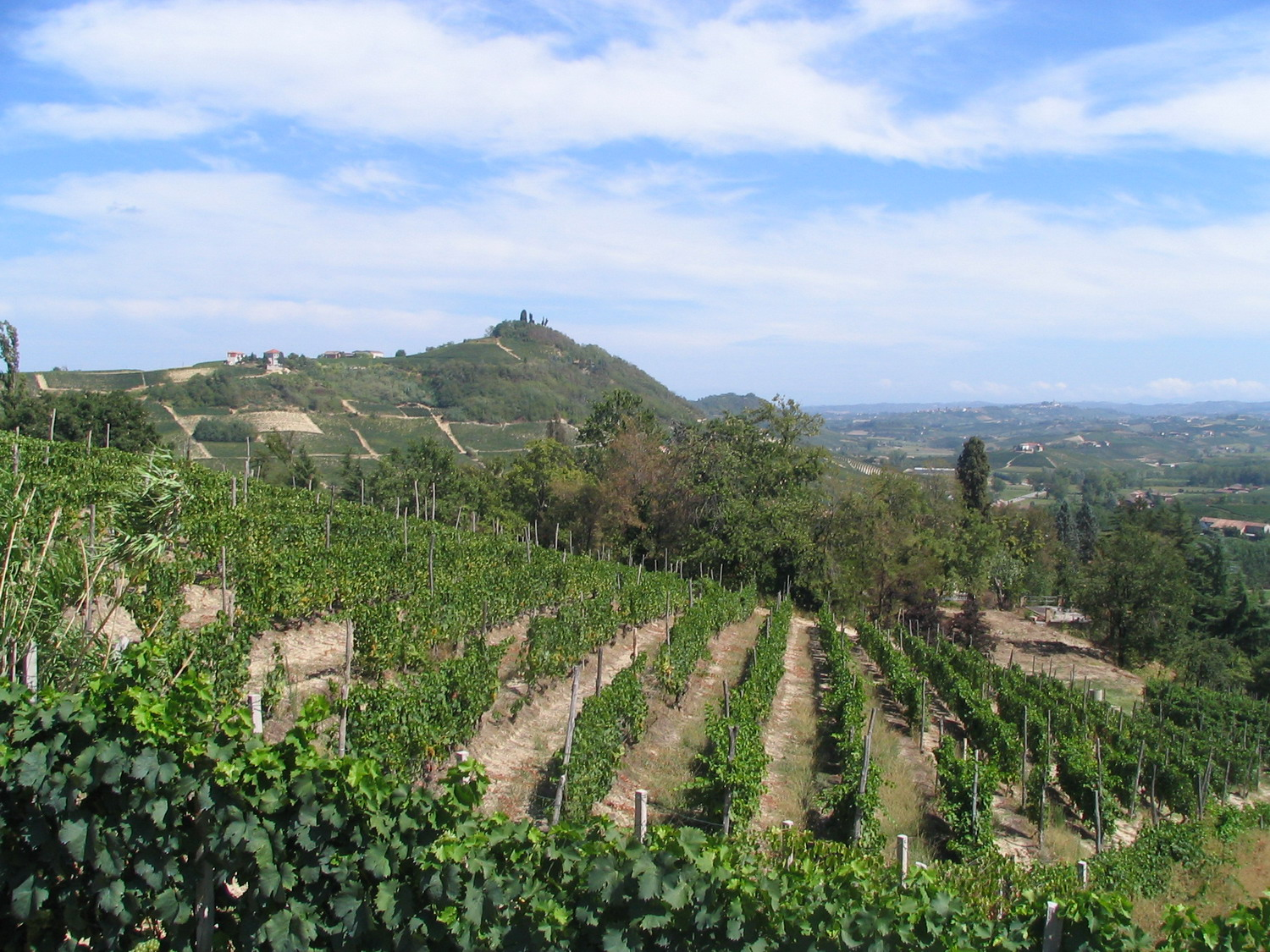
Viñedos en Costigliole d'Asti.

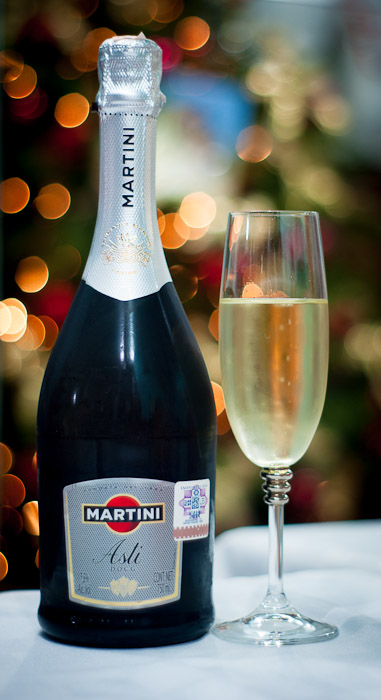
Celebrando con vino espumoso Asti

El Asti spumante (en español: vino espumoso de Asti o Asti espumante) también conocido simplemente como Asti, es un vino dulce espumante italiano. Es elaborado con moscatel blanco (moscato bianco) en las provincias de Asti, Alessandria y Cúneo, en la región de Piamonte.
El Asti es un vino DOC desde 1967 y cuenta con reconocimiento como DOCG desde 1993. A nivel internacional, cuenta con registro como denominación de origen, conforme al Sistema de Lisboa, ante la Organización Mundial de la Propiedad Intelectual, desde el 18 de diciembre de 2015.
El Moscato d'Asti, si bien utiliza la misma DOCG, es un vino diferente al Asti spumante. Ambos vinos son expresión de moscato blanco, sin embargo el Moscato d'Asti no es espumante. También, el Asti tienen una gradación alcohólica mayor que el Moscato d'Asti, mientras el primero oscila entre el 6% y 9.5% de alcohol, el segundo posee un máximo de 6.5%.
Junto con el Lambrusco y el Prosecco, es el vino italiano más exportado al extranjero.
Este vino le ha dado su nombre a la copa Asti.